# Герб Советско-Гаванского района
Герб муниципального образования «Сове́тско-Гава́нский муниципальный район Хабаровского края» Российской Федерации — является официальным символом района.
Герб утверждён Решением № 38 Собрания депутатов Советско-Гаванского муниципального района 28 апреля 2007 года.
Герб внесён в Государственный геральдический регистр Российской Федерации под номером 3323.
Герб Советско-Гаванского муниципального района может воспроизводиться без короны и со статусной территориальной короной.

## Описание и обоснование символики
Геральдическое описание (блазон) гласит:
В лазоревом поле поверх золотого солнца (без изображения лица) — серебряный вилообразный крест, накрытый посередине червлёным парусником и сопровождённый в оконечности серебряной рыбой.
Вилообразный крест в гербе Советско-Гаванского района аллегорически отражает:
- впадение Коппи (вертикальное плечо), пересекающей весь район, в Татарский пролив (два расходящихся плеча креста);
- три вида транспорта района: железнодорожный (с выходом на БАМ), автодорожный, связывающий район с краевым центром (автодорога Советская Гавань—Ванино—Лидога), и воздушный, связывающий район со всей страной и зарубежьем.

Символика трехмачтового корабля с алыми парусами (символический образ легендарного фрегата «Паллада») многозначна:
- символ морского транспорта;
- символ романтики освоения богатств Дальнего Востока;
- символ сбывшихся надежд.
- символ связи района со своим административным центром (в гербе города — также парусник).

Золотое солнце — символ созидающей силы, указывает на географическое положение района, как одного из самых восточных в стране, встречающих солнце одним из первых.
Рыба символизирует богатство рыбной фауны района, в нерестовые речки которого заходят многие виды лососевых и других ценных пород рыб.
Лазурь символ возвышенных устремлений, искренности, преданности, возрождения.
Серебро — символ чистоты, открытости, божественной мудрости, примирения.
Золото — символ высшей ценности, величия, великодушия, богатства, урожая.
Красный цвет — символ мужества, жизнеутверждающей силы и красоты, праздника.

## История

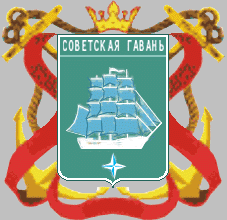
Герб Советской Гавани 1999 года

В соответствии с Уставом Советско-гаванского муниципального района,  принятого решением Собрания депутатов 27 декабря 1999 года и зарегистрированным постановлением № 427 Законодательной Думы Хабаровского края 2 марта 1999 года район использовал герб города Советская Гавань, который имел следующее описание: «Герб представляет собой щит, имеющий сине-зеленое поле, на нем изображен фрегат Паллада серебристого цвета, который повернут влево, под ним - роза ветров. В верхней части щита надпись - Советская Гавань. Щит расположен на двух скрещенных золотых якорях с линиями, перевитыми алыми лентами, и увенчан короной с фамильного герба лейтенанта Бошняка, первооткрывателя Императорской Гавани, ныне Советской Гавани. Содержание герба выражает сочетание двух исторических эпох и приморский характер города. Герб города используется согласно Положению о гербе города с районом».
Собственный герб района и его описание были разработаны при содействии Союза геральдистов России.
Авторы герба: идея герба — Алексей Томилин, Дмитрий Чайка (оба Советско-Гаванский район), Константин Мочёнов (Химки), Вячеслав Мишин (Химки), Галина Русанова (Москва); художник и компьютерный дизайн — Галина Русанова (Москва); обоснование символики — Вячеслав Мишин (Химки).
24 февраля 2009 года решением Собрания депутатов Советско-Гаванского муниципального района № 24, было утверждено положение о гербе муниципального образования «Советско-Гаванский муниципальный район Хабаровского края».